# Braña de Arriba
Braña de Arriba (en gallego y oficialmente, A Braña de Arriba) es un lugar de la parroquia de Rus en el ayuntamiento coruñés de Carballo, en la comarca de Bergantiños. Tenía 8 habitantes en el año 2019 según datos del Instituto Nacional de Estadística, de los cuales eran 4 hombres y 4 mujeres.